# Olav Duun
Olav Duun (21 november 1876, Fosnes - 13 september 1939, Holmestrand) was een Noors schrijver van romans en verhalen. Hij werd meermaals genomineerd voor de Nobelprijs voor de literatuur.

## Leven
Duun werd geboren als boerenzoon en groeide op in het Namdal. Als jongeling werkte hij op het land en ging mee op de visvaart, om uiteindelijk onderwijzer te worden. Van 1906 tot 1927 gaf hij ook les op een school Holmestrand, aan het Oslofjord. Daarna legde hij zich volledig toe op het schrijversvak. Tussen 1931 en 1939 werd hij herhaaldelijk genomineerd voor de Nobelprijs voor de literatuur. In 1934 kreeg hij de Gyldendalsprijs en in 1936 de Henrik Steffens-Prijs. Hij overleed in 1939 op 62-jarige leeftijd aan een hartinfarct.

## Werk
Duun haalde vrijwel al zijn schrijversstof uit zijn geboortestreek en wordt dan ook wel gezien als "heimatschrijver". Zijn romanfiguren zijn boeren en vissers en zijn taal is doorspekt met het dialect uit Trøndelag. Niettegenstaande deze locale elementen streeft hij naar een universeel perspectief: de strijd van de mens tegen machten die hem belagen, in het bijzonder de natuur, bijgeloof en hartstocht. Ook het probleem van goed en kwaad is een belangrijk thema.
Duuns bekendste werk is zijn romancyclus Juvikfolken (Het geslacht Juvika, 1918-1923), dat de sage verhaalt van de Juvikstam, van 1810 tot 1920. Met psychologisch inzicht schetst hij hun sociale en geestelijke ontwikkeling over meerdere generaties, vanaf een uiterst primitieve levenswijze naar een idealistisch humanisme.

## Bibliografie

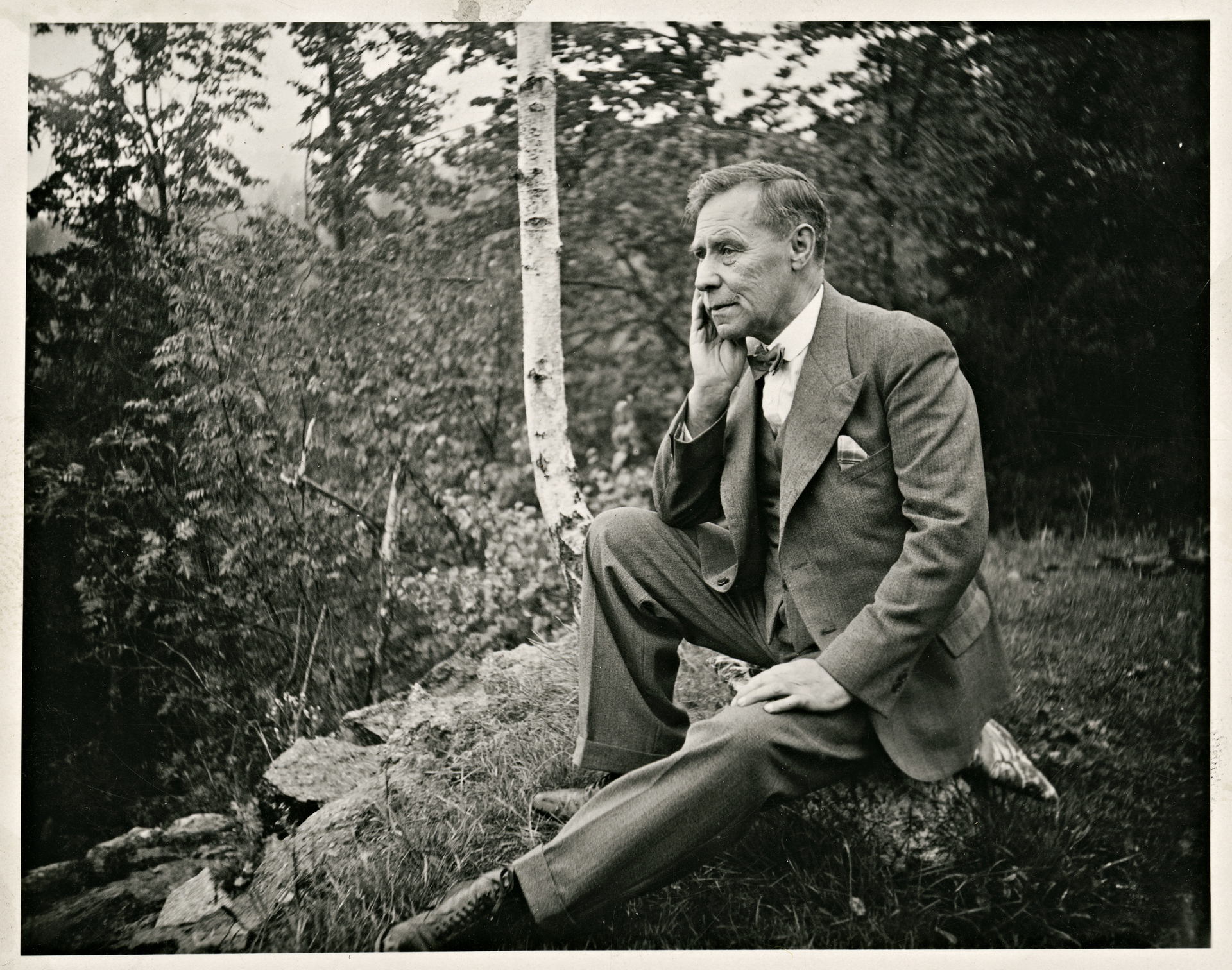
Portret van Olav Duun.